# بال (دهانه)
بال یک دهانه برخوردی در ماه است.

## دهانه‌های اقماری
این دهانه ۷ دهانه اقماری دارد.
| Ball | عرض جغرافیایی | طول جغرافیایی | قطر          |
| ---- | ------------- | ------------- | ------------ |
| A    | ۳۴٫۷° S       | ۹٫۳° W        | ۲۹٫۰ کیلومتر |
| C    | ۳۷٫۷° S       | ۸٫۷° W        | ۳۱٫۰ کیلومتر |
| B    | ۳۶٫۹° S       | ۹٫۱° W        | ۱۰٫۰ کیلومتر |
| E    | ۳۶٫۵° S       | ۸٫۱° W        | ۵٫۰ کیلومتر  |
| D    | ۳۵٫۶° S       | ۱۰٫۳° W       | ۲۱٫۰ کیلومتر |
| G    | ۳۷٫۷° S       | ۱۰٫۱° W       | ۲۸٫۰ کیلومتر |
| F    | ۳۶٫۹° S       | ۸٫۵° W        | ۱۲٫۰ کیلومتر |